# Дорошина, Нина Михайловна
Ни́на Миха́йловна Доро́шина (3 декабря 1934, Лосиноостровск, Московская область, СССР — 21 апреля 2018, Москва) — советская и российская актриса театра и кино, педагог; народная артистка РСФСР (1985 год).

## Биография
Родилась 3 декабря 1934 года в подмосковном городе Лосиноостровске (в настоящее время — Бабушкинский район СВАО Москвы). Отец работал на меховом комбинате в Ростокино. Перед войной семья переехала в Иран, где отец занимался закупкой пушнины для Красной армии. Нина практически всю войну провела в Иране, где овладела разговорным персидским языком. В 1946 году после возвращения семьи в Лосиноостровск училась в женской общеобразовательной школе № 4. Параллельно занималась в школьном театральном кружке, затем в театральном коллективе Клуба железнодорожников под руководством М. Л. Львовской, актрисы Камерного театра.
В 1956 году окончила Театральное училище имени Бориса Щукина (курс В. К. Львовой и Б. Е. Захавы).
Ещё будучи студенткой, в 1955 году дебютировала в кино, в мелодраме Михаила Калатозова «Первый эшелон». С 1956 года состояла в штате Театра-студии киноактёра при киностудии «Мосфильм».
Познакомившись на съёмках с Олегом Ефремовым, в январе 1958 года вышла на сцену Московского театра «Современник»: её ввели на роль Веры в спектакль по пьесе Виктора Розова «В поисках радости». В 1959 году принята в труппу театра.
С 1981 года преподавала в Театральном институте имени Бориса Щукина.
Главная роль Нади в спектакле «Любовь и голуби» принесла 1-ю премию на Всесоюзном театральном фестивале в 1983 году. Всенародную популярность актриса снискала после исполнения той же роли в одноимённом фильме Владимира Меньшова в 1984 году.
В 2007 году стала лауреатом премии «Женское лицо года» за роль в спектакле «Заяц. Love story» и обладательницей Золотой звезды I степени в номинации «За профессионализм», присуждённой фондом «Общественная награда». Эта работа стала последней ролью актрисы в театре.

## Смерть

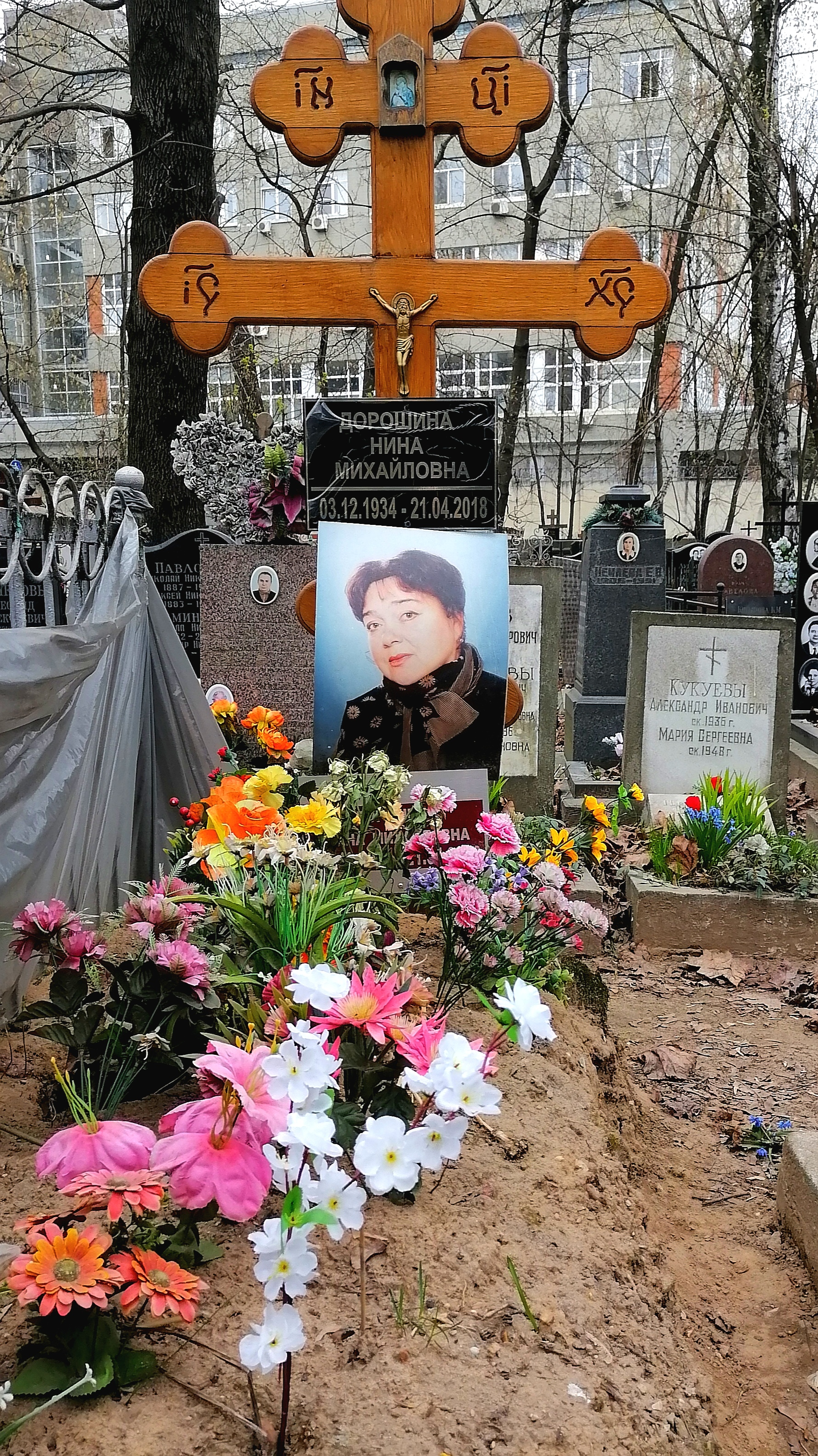
Могила Н. М. Дорошиной на Пятницком кладбище, 2021

В августе 2017 года в российской прессе появилась информация о том, что Нина Дорошина тяжело больна: у артистки отнялись ноги.
За день до смерти из-за проблем с сердцем актрису доставили в больницу, но от госпитализации она отказалась. Скончалась у себя дома 21 апреля 2018 года в возрасте 83 лет.
Гражданская панихида состоялась 24 апреля 2018 года в театре «Современник», затем прошло отпевание в храме Живоначальной Троицы. Похоронена в семейной могиле на Пятницком кладбище Москвы рядом с родителями (участок № 5).
В 2022 году на могиле актрисы установлен памятник.

### Семья

Дорошина и Даль в фильме «Первый троллейбус»

- отец — Михаил Никифорович Дорошин (1905—1980), оценщик и сортировщик меха;
- мать — Анна Михайловна Дорошина (1912—2013);
- брат — Евгений Дорошин (1945—2020)[11];
- первый муж — Олег Даль (1941—1981), актёр (поженились в 1963 году, брак вскоре распался)[12];
- второй муж — Владимир Ишков, выпускник историко-архивного института, мастер по свету в театре «Современник»; прожили вместе вплоть до смерти Ишкова в 2004 году[2].

Детей у Дорошиной не было.

## Театральные работы
- 1958 — «В поисках радости» В. Розова — Вера (ввод на роль)
- 1958 — «Продолжение легенды» А. Кузнецова — Тоня (ввод на роль)
- 1959 — «Два цвета» А. Зака и И. Кузнецова — Верочка
- 1959 — «Пять вечеров» А. Володина — Катя
- 1960 — «Вечно живые» В. Розова — Варвара
- 1960 — «Голый король» Е. Шварца — Принцесса
- 1960 — «Третье желание» В. Блажека — Божена, Вера
- 1961 — «Друг детства» М. Львовского — Майя
- 1961 — «По московскому времени» Л. Зорина — Ксана
- 1961 — «Четвёртый» К. Симонова — Женщина, на которой Он женился
- 1962 — «Пятая колонна» Э. Хемингуэя — Анита
- 1963 — «Без креста!» В. Тендрякова — Катерина
- 1963 — «Назначение» А. Володина — Нюта
- 1964 — «В день свадьбы» В. Розова — Майя
- 1965 — «Обыкновенная история» В. Розова по роману И. Гончарова — Тафаева
- 1967 — «Народовольцы» А. Свободина — Крестьянка
- 1967 — «Традиционный сбор» В. Розова — Ольга Носова
- 1968 — «На дне» М. Горького — Василиса
- 1970 — «Чайка» А. Чехова — Маша
- 1971 — «Валентин и Валентина» М. Рощина — Рита
- 1971 — «Тоот, другие и майор» И. Эркеня — Гизи
- 1972 — «С любимыми не расставайтесь» А. Володина — Женщина
- 1973 — «Балалайкин и компания» по «Современной идиллии» М. Салтыкова-Щедрина — Фаинушка
- 1973 — «Восточная трибуна» А. Галина — Мадлен
- 1974 — «Провинциальные анекдоты» А. Вампилова — Марина
- 1974 — «Четыре капли» В. Розова — Чашкина
- 1975 — «Двенадцатая ночь» У. Шекспира — Мария
- 1975 — «Эшелон» М. Рощина — Нина
- 1977 — «Обратная связь» А. Гельмана — Кучкина
- 1979 — «Спешите делать добро» М. Рощина — Сима
- 1982 — «Любовь и голуби» В. Гуркина — Надя
- 1989 — «Крутой маршрут» Е. Гинзбург — Фиса
- 1989 — «Мелкий бес» по одноимённому роману Ф. Сологуба — Грушина
- 1990 — «Мурлин Мурло» Н. Коляды — Инна
- 1994 — «Четыре строчки для дебютантки» Ж. Ануя — мадам Жорж
- 1995 — «Виндзорские насмешницы» У. Шекспира — миссис Куикли
- 2007 — «Заяц. Love story» по пьесе Н. Коляды «Старая зайчиха» — Она

## Фильмография
| Год  |   | Название                           | Роль                             |
| ---- | - | ---------------------------------- | -------------------------------- |
| 1955 | ф | Сын                                | продавщица (в титрах не указана) |
| 1955 | ф | Первый эшелон                      | Нелли Панина                     |
| 1956 | ф | Безумный день                      | уборщица дома отдыха Шура        |
| 1956 | ф | Человек родился                    | весёлая кондукторша Сима         |
| 1957 | ф | Поэт                               | Эпизод                           |
| 1957 | ф | Неповторимая весна                 | подруга Анны Нина                |
| 1957 | ф | Они встретились в пути             | Лена Крапивина (Лёлик)           |
| 1957 | ф | Рядом с нами                       | Люба Звонарёва                   |
| 1958 | ф | Её большое сердце                  | Маша                             |
| 1958 | ф | Счастье надо беречь                | Ольга                            |
| 1959 | ф | Люди на мосту                      | Оксана                           |
| 1960 | ф | Конец старой Берёзовки             | Лиза Курашова                    |
| 1961 | ф | Артист из Кохановки                | телятница Олеся Яковенко         |
| 1961 | ф | Любушка                            | Кланька                          |
| 1963 | ф | Первый троллейбус                  | Даша                             |
| 1964 | ф | Лушка                              | Лялька                           |
| 1965 | ф | Строится мост                      | Саша Малашкина                   |
| 1966 | ф | Алёшкина охота                     | мама Алёши Елена                 |
| 1972 | ф | За всё в ответе                    | Имя персонажа не указано         |
| 1977 | ф | По семейным обстоятельствам        | актриса на пенсии                |
| 1984 | ф | Любовь и голуби                    | жена Васи Надежда                |
| 1988 | ф | Вам что, наша власть не нравится?! | Елена Александровна              |
| 2010 | с | Гаражи                             | Екатерина Семёновна              |

## Награды и звания
- заслуженная артистка РСФСР (3 августа 1970) — за заслуги в области советского театрального искусства[13];
- народная артистка РСФСР (11 ноября 1985) — за заслуги в области советского театрального искусства[14];
- орден Почёта (14 апреля 2006) — за большой вклад в развитие театрального искусства и достигнутые творческие успехи[15];
- орден Дружбы (22 января 2010) — за заслуги в развитии отечественной культуры и искусства, многолетнюю плодотворную деятельность[16].

## Память
О творчестве актрисы вышли телепередачи:
- «Нина Дорошина. Я к себе не пускаю» («Первый канал», 2009)[17][18]
- «Нина Дорошина. Пожертвовать любовью» («ТВ Центр», 2014)[19]
- «Нина Дорошина. Чужая любовь» («ТВ Центр», 2020)[20]
- «Нина Дорошина. Любить предателя» («ТВ Центр», 2020)[21]